# Лузанівський ліс
Луза́нівський ліс — ландшафтний заказник місцевого значення в Україні. Об'єкт розташований на території Одеського району Одеської області, в межах Фонтанської сільської громади. 
Площа — 116,668 га. Статус отриманий у 2008 році. Перебуває у віданні ДП «Одеське лісове господарство»  (Красносільське лісництво).